# Tzar: The Burden of the Crown
Tzar: The Burden of the Crown es un videojuego de estrategia en tiempo real desarrollado por Haemimont Games, una empresa de videojuegos localizada en Sofía, Bulgaria, creada en 1997 precisamente para desarrollar y comercializar este juego y que con él saltó a la fama mundial.
Tzar tiene un modo multijugador que soporta hasta ocho jugadores por Internet o en red local sobre TCP/IP o IPX. Los jugadores pueden escoger entre varias condiciones predefinidas de victoria (conquista, destrucción de castillos, límite de tiempo, puntuación, etc.) Tiene un modo Deathmatch para los amantes de la partidas muy largas.
Tiene además un editor de escenarios, que permite crear y editar escenarios y campañas para el juego, de diferentes tamaños y de uno a ocho jugadores. También pueden crearse reglas de mapa, que pueden cambiar aspectos del juego. También se pueden definir varias conversaciones para hacer el argumento más atractivo. Pueden añadirse imágenes, sonidos y músicas propios. Tanto la compañía creadora como varias de sus distribuidoras alojan mapas de terceros, y hay comunidades con amplias colecciones de escenarios.
En España e Italia fue distribuida por FX Interactive (que ha seguido distribuyendo sus juegos). Puesto en venta el 16 de marzo de 2000 con una fuerte presentación a la prensa especializada, alcanzando el liderato de ventas, habiendo vendido a 24 de noviembre de 2000 50.000 copias antes de pasar a la serie de reediciones de la compañía.
En realidad podríamos hablar en España de una serie de videojuegos, pues a la versión original se van añadiendo versiones mejoradas, con más escenarios, parches y mejoras de la jugabilidad. 

## El juego
Hay 3 civilizaciones en Tzar : la europea, la asiática y la árabe. Todas tienen algunas características en común, mientras que otras son únicas para cada civilización. Todas pueden sacar provecho de sus ventajas para poder alcanzar el mayor nivel tecnológico posible.
Pueden escogerse varios caminos para construir un imperio. La tecnología es la fuerza conductora principal que determina el ascenso y caída de las civilizaciones, siendo un factor clave para la supervivencia, expansión y dominio sobre otras culturas menos avanzadas. Nuevos edificios, unidades y tecnologías van apareciendo a medida que se avanza en el juego. Todo ello forma el llamado Árbol Tecnológico.
Muchas unidades pueden crearse en edificios, mediante los recursos adecuados. Los brujos y monjes pueden invocar ciertas unidades, con un coste de maná. Como en otros juegos, cada unidad tiene una serie de puntos fuertes y débiles, y gana experiencia con el combate.

## Campañas
Tzar ha ido lanzando diferentes campañas en cada una de sus ediciones. Son las siguientes:
- Tzar: El poder de la Corona. El argumento principal gira en torno al fantástico reino de Keana que, tras varios años de guerra, ha sido conquistado por Borgh, que traicionó al viejo Rey Roan asesinándolo. Su hijo el Príncipe Sartor, junto al lancero Woolin y el mago Ghiron, han de luchar por recuperar el trono y expulsar al mal. La campaña consta de 18 misiones con una dificultad que se incrementa a medida que avanzamos en ellas. Esta fue la primera campaña de Tzar largada a la venta con el juego original.

- Tzar: El Cid y La Reconquista. Está ambientado en la España medieval. Los pueblos árabes han invadido por completo la Península, derrocando así a los pueblos Ibéricos presentes. Unos pocos pueblos en Asturias resistieron al invasor y ahí comienza la Reconquista. Algunos personajes aquí conocidos son El Cid Campeador (cuando se recrea la toma de Valencia) y Don Pelayo (en la reconquista de Asturias, la primera partida de la campaña).
  1. Covadonga (722)
  2. Barcelona (877)
  3. Santiago (997)
  4. Valencia (1094)
  5. Zaragoza (1104)
  6. Navas de Tolosa (1212)
  7. Salado (1340)
  8. Conquista de Granada (1492)
- Tzar: Excalibur y el Rey Arturo. Publicado en 2002 como promoción con el diario El Mundo, con ocho escenarios ambientados en Camelot:
  1. Merlín y el Rey Arturo
  2. Los nobles rebeldes
  3. El poder de Excalibur
  4. La Hermandad de la Mesa Redonda
  5. Morgana le Fay
  6. El Santo Grial
  7. La traición de Sir Mordred
  8. El mito de Camelot
- Tzar: Edición de Oro

Reúne todos los juegos y escenarios anteriores, añadiendo una nueva campaña además de un editor de mapas que permite crear aventuras con sucesos, conversaciones y reglas especiales, así como prohibir el descubrimiento de determinadas tecnologías o unidades. Estos mapas son absolutamente compatibles con el juego y se accede a ellos desde el propio juego.
La nueva campaña recibe el nombre de El Imperio de Gengis Khan y solo consta de dos escenarios.
- Tzar: Los Dominios de la Magia

Publicado en 2003, supone un cambio en el modo de jugar a Tzar, pasando a hacer más énfasis en la parte de rol del juego. Se desarrolla en el mágico mundo de Arcania, donde controlas a la joven hechicera Albina que, al perder a su padre (un gran mago) a manos de otros brujos decide restaurar todo el orden del mundo mágico y vengar su injusta muerte. La campaña consta de 8 misiones.
Por lo demás es idéntico al videojuego original.
- Tzar: Anthology

La última publicación de Tzar hecha por FX Interactive. Por primera vez en DVD, este compacto reúne todas las mencionadas campañas anteriores en esta edición especial.

## Civilizaciones
En Tzar se puede jugar con 3 civilizaciones: europeos, árabes y asiáticos.
Los europeos representan el mundo cristiano medieval, centrado en Europa. Es la civilización más fácil de manejar, por lo que la mayoría de usuarios (especialmente los nuevos) usan esta civilización. La táctica más habitual es generar un ejército y una cruzada, y normalmente, entrenarlos. 
| Ventajas                                   | Desventajas                         |
| ------------------------------------------ | ----------------------------------- |
| Rápidos y manejables                       | Unidades caras                      |
| Excelente entrenamiento y unidades fuertes | Campesinos caros                    |
| Disponen de vacas                          | No pueden conseguir objetos mágicos |
| Cruzadas                                   |                                     |

Los árabes tienen la ventaja de ser la civilización con mayor potencia económica (pueden duplicar la producción minera). Disponen además del hechizo más potente (lluvia de fuego) y de varias utilidades mágicas. 
| Ventajas                  | Desventajas                             |
| ------------------------- | --------------------------------------- |
| Gran variedad de unidades | Relativa lentitud                       |
| Excelente magia           | No pueden construir muñecos de entrenar |
| Buena producción minera   | Unidades más débiles                    |
| Jihad                     |                                         |

Los asiáticos tienen los campesinos más baratos (con feudalismo) y pueden expandir su límite de población hasta 300. También disponen de unidades temibles como los ninjas y los dragones.
| Ventajas                                     | Desventajas                                               |
| -------------------------------------------- | --------------------------------------------------------- |
| Muy veloces                                  | Unidades bastante débiles                                 |
| Unidades muy baratas                         | No tienen preparación física (para aumentar la vitalidad) |
| Pueden extender el límite de población a 300 | No tienen lanceros                                        |
| Ninjas y dragones                            |                                                           |

En general, un jugador del tzar se centra en usar siempre una misma civilización, su favorita. 
La civilización más usada son los europeos, versátiles, soliendo atacar entre los minutos 13.30-22.
Los árabes son para jugadores más avanzados, y requieren algo más de tiempo para preparar un ataque.
Los asiáticos son la civilización más veloz, pudiendo atacar sobre el minuto 7.30, pero en partidas más largas salen perdiendo, por lo que no son muy usados.

## Reediciones
Tzar ha sido reeditado numerosas veces, tanto en Europa como en Estados Unidos, en diferentes paquetes. Así en 2001 es incluido en Estados Unidos en el paquete Medieval Masters, junto a Age of Wonders y Darkstone. En España es incluido en dos ediciones de Los mejores videojuegos del mundo, una colección de 10 videojuegos que cada año publica como promoción el diario español El Mundo.